# Challenger de Rovereto 2023
El torneo Internazionali di Tennis Città di Rovereto 2023,  fue un torneo de tenis perteneció al ATP Challenger Tour 2023 en la categoría Challenger 75. Se trató de la 1.ª edición, el torneo tuvo lugar en la ciudad de Rovereto (Italia), desde el 20 hasta el 26 de febrero de 2023 sobre pista dura bajo techo.

## Jugadores participantes del cuadro de individuales
| Favorito | País                       | Jugador           | Rank1 | Posición en el torneo |
| -------- | -------------------------- | ----------------- | ----- | --------------------- |
| 1        | Bandera de Austria         | Jurij Rodionov    | 131   | Cuartos de final      |
| 2        | Bandera de Suiza           | Dominic Stricker  | 153   | CAMPEÓN               |
| 3        | Bandera de Italia          | Giulio Zeppieri   | 166   | FINAL                 |
| 4        | Bandera de República Checa | Zdeněk Kolář      | 192   | Cuartos de final      |
| 5        | Bandera de Italia          | Matteo Gigante    | 194   | Primera ronda         |
| 6        | Bandera de Japón           | Kaichi Uchida     | 195   | Semifinales           |
| 7        | Bandera de Francia         | Antoine Escoffier | 201   | Cuartos de final      |
| 8        | Bandera de Bélgica         | Joris De Loore    | 206   | Segunda ronda         |

- 1 Se ha tomado en cuenta el ranking del 13 de febrero de 2023.

### Otros participantes
Los siguientes jugadores recibieron una invitación (wild card), por lo tanto ingresan directamente al cuadro principal (WC):
- Gianmarco Ferrari
- Marcello Serafini
- Giulio Zeppieri

Los siguientes jugadores ingresan al cuadro principal tras disputar el cuadro clasificatorio (Q):
- Andrea Arnaboldi
- Mathias Bourgue
- Charles Broom
- Bu Yunchaokete
- Marius Copil
- Stefano Travaglia

## Campeones

### Individual Masculino
- Dominic Stricker derrotó en la final a  Giulio Zeppieri, 7–6(8), 6–2

### Dobles Masculino
- Victor Vlad Cornea /  Franko Škugor derrotaron en la final a  Vladyslav Manafov /  Oleg Prihodko, 6–7(3), 6–2, [10–4]